# Роюс, Миндаугас
Миндаугас Роюс (лит. Mindaugas Rojus; род. 24 января 1981, Дарбенай, Кретингский район) — литовский оперный певец (тенор/баритон), солист Клайпедского государственного музыкального театра, участник сценического дуэта «Žemaitijos perlai» («Жемчуга Жемайтии»).

## Биография
Родился в Дарбенае (Кретингский район), живёт в портовом городе Клайпеда. Имеет старшего брата Римантаса, младшую сестру Сандру и сына Августина. Окончил Дарбенскую среднюю школу. В Клайпедской консерватории имени Стасиса Шимкуса изучал хоровое дирижирование и сольное пение. В 2001—2002 годах учился в подготовительной студии Литовской академии музыки и театра (класс проф. В. Прудниковаса). С 2004 года учился на отделении пения факультета искусств Клайпедского университета (руководитель — проф. Е. Канява), окончил магистратуру.
В Клайпедском музыкальном театре исполняет партии баритона, но на концертах поёт и партии тенора. Профессионалы из-за вокального тембра и поворота карьеры сравнивают его с всемирно известным оперным тенором П. Доминго (который тоже начал карьеру как баритон).

## Роли
В 2006 году победил в отборочном конкурсе на роль Евгения Онегина и сразу был приглашён работать в Клайпедский государственний музыкальний театр, где является одним из главных солистов. В течение 5 лет он создал более 20 ролей.
- Онегин — в опере П. Чайковского «Евгений Онегин»
- Жермон — в опере Дж. Верди «Травиата»
- Джанни Скикки — в опере Дж. Пуччини «Джанни Скикки»
- Ипсхайм — в оперетте И. Штрауса «Венская кровь»
- Фиорелло — в опере Дж. Россини «Севильский цирюльник»
- Айзенштайн — в оперетте И. Штрауса «Летучая мышь»[4]
- Эней — в опере Г. Пёрселла «Дидона и Эней»
- Феб — в мюзикле-мелодраме З. Лиепиньша «Нотр-Дам де Пари» по роману В. Гюго
- Аристид — в оперетте П. Абрахама «Бал в Савойе»
- Редька — в опере для детей А. Кучинскаса[лит.] «Картофельная сказка»
- Брат — в опере В. Бартулиса[лит.] «Утренняя звезда»
- Человек с коровой — в опере для детей В. Константинова[лит.] «Что дедушка сделает, всё будет хорошо» по пьесе С. Геда по мотивам сказки Х. К. Андерсена
- Джейк — в музыкальной драме «Буйство страстей» по опере Д. Гершвина «Порги и Бесс»
- Пеллеас — в оперных чтениях «Пеллеас и Мелизанда» К. Дебюсси по пьесе М. Метерлинка
- Юозелис — в мюзикле Г. Купревичюса[лит.] «Вероника»
- Пьеро — в опере Ю. Гайжаускаса[лит.] «Буратино»
- Херствуд — в мюзикле Р. Паулса «Сестра Керри» по роману Т. Драйзера
- Мальчик — в опере—фантасмагории А. Жигайтите[нем.] «Франк'Эйнштейн — XXI век»
- Ронсдорф — в оперетте И. Кальмана «Королева чардаша»
- Перчик — в мюзикле Дж. Бокa «Скрипач на крыше»

Партии баритона в других произведениях:
- В траурной заупокойной мессе Г. Форе «Реквием»
- В сценической кантате Карла Орфа «Кармина Бурана»

## Дискография
- 2004 — «Kartu» (с «Lyra»)
- 2009 — Купревичюс, Гедрюс. Mюзикл «Veronika» (Вероника), Клайпедский государственный музыкальный театр. Партия Юозелиса.
- 2010 — «Triumfo arka. Auksiniai balsai II» (Триумфальная арка. Золотые голоса II). Песня Гусар из оперетты И. Кальмана «Принцесса цирка» и неаполитанская песня «’O surdato ’nnammurato[англ.]»[5].
- 2011 — записал официальный гимн курортного посёлка Литвы на берегу Балтийского моря, Швентойи — «Šventas krantas (Šventosios himnas)» (Святой берег; текст Видманте Ясукайтите[лит.]). Также с сопрано Ритой Петраускайте записал песню из репертуара тенора Андреа Бочелли «Canto della Terra».

## Призы
Победитель республиканского конкурса молодых вокалистов «Vox Rotary» (2009) и обладатель «Премии Ю. Аугайтите», а также дипломант Международного конкурса оперетты им. Имре Кальманa в Москве (2008), в котором также был награждён специальным призом за лучшую интерпретацию произведения И. Штрауса.
В 2009 году за роль князя Ипсхайма был номинирован на «Золотой крест сцены».